# Benzocaina
La benzocaina è l'estere dell'acido 4-amminobenzoico e dell'etanolo.
A temperatura ambiente, si presenta come un solido da incolore a bianco inodore, irritante.
È ingrediente di preparati per uso odontalgico e stomatologico, anestetici e antisettici.
Fu sintetizzato per la prima volta nel 1890 in Germania e approvato per uso medico nel 1902.

## Usi medici
La benzocaina è indicata per trattare una varietà di condizioni correlate al dolore. Può essere usato per:
- Farmaci a base di benzocaina, soprattutto pomate, sono indicate per il trattamento delle ustioni di primo grado che interessano, in maniera non estesa, l'epidermide. La benzocaina aiuta a ridurre l'infiammazione e il dolore, oltre che a facilitare la guarigione.
- Anestesia locale della mucosa orale e faringea (mal di gola, herpes labiale, ulcere della bocca, mal di denti, gengive irritate, irritazione della protesi).
- Mal d'orecchi
- Anestesia locale chirurgica o procedurale
- Anestesia locale della mucosa del glande; permette il suo largo utilizzo nei profilattici ritardanti.

### Altri usi
La benzocaina è utilizzata come ingrediente chiave in numerosi prodotti farmaceutici:
- Farmaci per il mal d'orecchio a base di glicerolo per la rimozione del cerume in eccesso e per alleviare altre condizioni come l'otite media e l'orecchio del nuotatore.
- Prodotti dietetici come Ayds.
- Preservativi progettati per prevenire l'eiaculazione precoce. La benzocaina inibisce la sensibilità del pene e può consentire di mantenere un'erezione più a lungo ritardando l'eiaculazione.[5][6]
- Cerotti mucoadesivi usati per ridurre il dolore ortodontico.[7]

## Formulazioni
La benzocaina si può trovare in una varietà di preparati tra cui:
- Preparazioni orali: come pastiglie o spray per la gola.
- Preparazioni topiche: aerosol, gel, creme.
- Colliri

## Effetti collaterali
La benzocaina è ben tollerata e non tossica se applicata localmente come raccomandato.
Tuttavia, sono stati segnalati effetti collaterali gravi e potenzialmente letali (ad es. convulsioni, coma, battito cardiaco irregolare, depressione respiratoria) con un'applicazione eccessiva di prodotti topici o quando si applicano sulla pelle prodotti topici che contengono alte concentrazioni di benzocaina.
L'applicazione eccessiva di anestetici orali contenenti benzocaina può aumentare il rischio di aspirazione polmonare perché favorisce il riflesso del vomito, permettendo al contenuto dello stomaco o alle secrezioni orali di arrivare alle vie respiratorie. Applicare un anestetico orale e consumare bevande prima di andare a letto può essere pericoloso.
L'uso topico di benzocaina ad alta concentrazione (10-20%) applicato sulla bocca o sulle mucose è causa di metaemoglobinemia , un disturbo in cui la quantità di ossigeno trasportata dal sangue viene ridotta. Questo effetto collaterale è più comune nei bambini di età inferiore ai due anni. Di conseguenza, la FDA ha dichiarato che i prodotti a base di benzocaina non dovrebbero essere usati nei bambini di età inferiore ai due anni, a meno che non sia somministrato sotto stretto controllo medico. Nei paesi europei, la controindicazione si applica ai bambini di età inferiore a 12 anni. I sintomi della metaemoglobinemia si manifestano entro pochi minuti o ore dall'applicazione e possono verificarsi al primo utilizzo o dopo un uso prolungato.
La benzocaina può causare reazioni allergiche. I sintomi più diffusi sono:
- Dermatite da contatto (arrossamento e prurito)[14]
- Anafilassi (rara)

## Chimica
Benzocaina è l'etilestere del PABA. Può essere preparata a partire dal PABA ed etanolo mediante esterificazione di Fischer o mediante la riduzione dell'etil p-nitrobenzoato. La benzocaina è moderatamente solubile in acqua; è più solubile in acidi diluiti e molto solubile in etanolo, cloroformio ed etere etilico. Il punto di fusione della benzocaina è di 88–90 °C,  e il punto di ebollizione è di circa 310 °C. La densità della benzocaina è di 1,17 g / cm 3.
La benzocaina viene usata per tagliare la cocaina.

## Farmacologia
Il dolore è causato dalla stimolazione delle terminazioni nervose. Quando vengono stimolate, il sodio entra nel neurone, causando la depolarizzazione del nervo e lo sviluppo di un potenziale d'azione, che si propaga lungo il nervo verso il sistema nervoso centrale, dove viene processato. Il risultato è la sensazione dolorosa. La benzocaina inibisce i canali del sodio (VDSC) sulla membrana del neurone, interrompendo la propagazione del potenziale d'azione.

## Storia
La benzocaina fu sintetizzata per la prima volta nel 1890 dal chimico tedesco Eduard Ritsert (1859-1946), nella città di Eberbach e introdotta sul mercato nel 1902 con il nome di "Anästhesin".

## Medicina veterinaria
Una soluzione da bagno di benzocaina è stata utilizzata per anestetizzare gli anfibi per un intervento chirurgico.